# Miss France 1984
Miss France 1984 est la 54e élection de Miss France. Elle a lieu à l'Hôtel PLM Saint-Jacques, Paris en décembre 1983.
Martine Robine, Miss Normandie 1983 remporte le titre et succède à Frédérique Leroy, Miss France 1983 qui a remplacé Isabelle Turpault après sa destitution.

## Déroulement
L'élection de Miss France 84 est la quatrième et dernière à se dérouler consécutivement dans les salons de l'Hôtel PLM Saint Jacques, 17, boulevard Saint Jacques à Paris, le mercredi 28 décembre 1983. La nouvelle Miss France, la Deauvillaise Martine Robine fut couronnée par Sarah Jane Hutt, Miss Monde 83. Marcel Carné avait accepté de faire partie du jury, mais il a décliné l'invitation en dernière minute car il voulait être placé à côté de Miss Monde et cette demande lui a malheureusement été refusée. En effet la venue de l'anglaise Sarah Jane Hutt avait été financée par le Saoudien Monsieur Saeed qui exigeait d'apparaitre seul à ses côtés. Cette soirée est l'une des toutes premières apparitions publiques du couple que formait depuis peu Alice Dona et Laurent Boyer. Martine Robine exerçait la profession de journaliste à L'Eveil Côte Normande. Pour les besoins d'un article en immersion, elle s'est présentée aux élections de Miss Côte Fleurie et Miss Normandie. Son expérience l'a ainsi mené à devenir Miss France, après avoir remporté de manière inattendue tous ces titres. La soirée était présentée par Geneviève et Xavier de Fontenay en compagnie de Pierre Loctin de Radio France.

## Candidates
Les candidates étaient au nombre de 40, en voici les titres : Miss Alsace, Miss Bocage Normand, Miss Bretagne, Miss Calédonie, Miss Catalogne, Miss Centre-Ouest, Miss Champagne, Miss Corrèze, Miss Côte d'Azur, Miss Côte d'Opale, Miss Flandres, Miss Franche-Comté, Miss Gascogne, Miss Grande Motte, Miss Guadeloupe, Miss Île-de-France, Miss Languedoc, Miss Limousin, Miss Littoral- Nord, Miss Lorraine, Miss Lyon, Miss Mayenne, Miss Martinique, Miss Normandie, Miss Paris, Miss Pays d'Ain, Miss Périgord, Miss Picardie, Miss Poitou-Charentes, Miss Quercy, Miss Réunion, Miss Rhône-Alpes, Miss Rouergue, Miss Roussillon, Miss Sarthe, Miss Savoie, Miss Haute-Savoie, Miss Tahiti, Miss Territoire de Belfort, Miss Touraine et Miss Médoc.

## Jury
- Gilles Schoumacker
- Isabelle Benard, (Miss France 81)
- Chantal Bouvier de Lamotte, (Miss France 72)
- Julia Morley, (Miss World Organisation)
- Véronique Fagot, (Miss France 77)
- Max Jean (Hôtel PLM Saint Jacques)
- Sophie Perin, (Miss France 75)
- André Favel, (Nina Ricci)
- Geneviève Leblanc, (Comité Miss France)
- Laurent Boyer
- Alice Dona
- Guy Lux
- Sandra Blachère
- Daniel Boeykens, (Sharp France)
- Christiane Sibellin, (Miss France 65),
- Jean-Claude Zana, (Paris Match)
- Sarah-Jane Hutt, (Miss Monde 83)
- Mr Saeed
- Isabelle Casanova
- Patrick Sébastien
- Frédérique Leroy, (Miss France 83)
- Édouard Pellet
- Martine Paulet
- Yvon Samuel, (France Soir)
- Sabrina Belleval, (Miss France 82)
- Geneviève de Fontenay

## Classement final
| Résultat                | Candidate           | Région                     |
| Miss France 1984        | Martine Robine      | Miss Normandie             |
| ----------------------- | ------------------- | -------------------------- |
| Miss France d'Outre Mer | Georgia Roussel     | Miss Calédonie             |
| 1re dauphine            | Christelle Mayet    | Miss Bretagne              |
| 2e dauphine             | Nadia Poullain      | Miss Rouergue              |
| 3e dauphine             | Marie-France Parnot | Miss Quercy                |
| 4e dauphine             | Corinne Terrasson   | Miss Pays d'Ain            |
| 5e dauphine             | Laetitia Guiradou   | Miss Languedoc             |
| 6e dauphine             | Christelle Lemaire  | Miss Territoire de Belfort |